# James (группа)
James — английская рок-группа из Манчестера, образованная в 1982 году. Они достигли популярности в 1990-х годах, с четырьмя хитами в топ-10 в UK Singles Chart и девятью местами в топ-10 в UK Albums Chart. Самые известные синглы группы включают «Come Home», «Sit Down», «She’s a Star» и «Laid». После ухода вокалиста Тима Бута в 2001 году группа стала неактивной, но участники воссоединились в январе 2007 года и с тех пор выпустили ещё семь альбомов. Живые выступления постоянно оставались центральной частью продукции группы. По состоянию на 2010 год группа продала более 25 миллионов альбомов по всему миру.

## Характеристики
Стиль
Звучание группы можно охарактеризовать как инди-поп, мэдчестер, альтернативный рок, брит-поп.

## Дискография
Смотри статью «Дискография James» в англ. разделе.
- Stutter (1986)
- Strip-mine  (1988)
- Gold Mother (1990)
- Seven (1992)
- Laid (1993)
- Wah Wah (1994)
- Whiplash (1997)
- Millionaires (1999)
- Pleased to Meet You (2001)
- Hey Ma (2008)
- The Night Before (2010)
- The Morning After (2010)
- La Petite Mort (2014)
- Girl at the End of the World (2016)
- Living in Extraordinary Times (2018)
- All the Colours of You (2021)
- Be Opened by the Wonderful (2023)
- Yummy (2024)